# Carlo d'Ippolito di Sant'Ippolito
Fra' Carlo d'Ippolito di Sant'Ippolito (Napoli, 3 maggio 1933 – Prato, 26 dicembre 2022) è stato un dirigente d'azienda italiano.

## Biografia
Carlo d'Ippolito di Sant'Ippolito nacque a Napoli il 3 maggio 1933.
Terminati gli studi lavorò nella tenuta di famiglia e fece anche parte di diversi consigli di sorveglianza. Fu membro dell'Eurochambres di Bruxelles.
Nel 1997 entrò a far parte del Sovrano Militare Ordine di Malta. Nel 2005 emise i voti solenni divenendo così cavaliere professo.
Prestò servizio come vicedirettore della Camera dei conti dell'Ordine dal 2004 al 2006, membro del Sovrano Consiglio dal 2006 al 2011  e presidente del Consiglio dell'Ordine per i pellegrinaggi in Italia e membro del consiglio per il pellegrinaggio internazionale a Lourdes dal 2009 al 2011.
Il 6 dicembre 2011 il Sovrano Consiglio lo nominò Gran Commendatore fino al successivo Capitolo Generale. Succedette a fra' Gherardo Hercolani Fava Simonetti dimessosi per motivi di salute.
Nel maggio del 2021 alcuni organi di stampa diffusero una sua lettera in cui metteva in evidenza alcuni aspetti critici della riforma della Carta Costituzionale e del Codice Melitense all'epoca in corso.
Da tempo malato, morì a Prato il 26 dicembre 2022 all'età di 89 anni. Le esequi si tennero il giorno successivo alle ore 15 nella chiesa dei Santi Michele e Gaetano a Firenze e furono presieduti da fra' Giovanni Scarabelli, cappellano gran croce conventuale.